# Bobby Skinstad

a Compétitions nationales et continentales officielles uniquement.

b Matchs officiels uniquement.
Dernière mise à jour le 18 janvier 2010.
Robert Brian Skinstad, né le 3 juillet 1976 à Bulawayo en Rhodésie (aujourd'hui Zimbabwe), est un joueur international sud-africain de rugby à XV, évoluant indifféremment à tous les postes de la troisième ligne. Il remporte notamment le Tri-nations en 1998 et la Coupe du monde en 2007. Il met un terme à sa carrière immédiatement après avoir remporté le titre mondial.

## Carrière

### En club
Il commence sa carrière de rugbyman avec la Western Province avec qui il remporte deux éditions de la Currie Cup. Parallèlement, il dispute le Super 12 avec la franchise des Stormers. Sa meilleure performance est une demi-finale perdue contre les Highlanders en 1998. En 2002, il signe avec les Golden Lions et dispute le Super 12 avec les Cats. En 2003, il s'expatrie en Angleterre où il évolue en sixième et en septième division avec Richmond. Au bout de trois saisons, il revient en Afrique du Sud et rejoint la province des Natal Sharks pour sa dernière saison. Il joue également avec les Sharks dans le Super 14 dont il atteint la finale que son équipe perd contre les Bulls.

### En équipe nationale
Troisième ligne polyvalent avec les Boks, il est un grand nom du rugby sud-africain. Sa carrière internationale débute contre l'Angleterre à Twickenham à l'âge de 21 ans. De nombreuses blessures l'ont souvent tenu éloigné des terrains. Ces blessures ne l'empêchent toutefois pas de participer au Tri-nations 1998 qu'il remporte ni à la coupe du monde 1999 où les Sud-Africains terminent à la troisième place. En 2001, il a l'honneur d'être nommé capitaine des Springboks, rôle qu'il tient pendant dix matchs jusqu'au début de la saison 2002. Skinstad obtient sa 34e sélection contre l'Argentine en 2003. Il n'est plus sélectionné à la suite d'une blessure. Il retrouve en 2007 la sélection nationale, il est champion du Monde 2007 avec l'Afrique du Sud. Il annonce dans la foulée la fin de sa carrière de joueur.

## Style de jeu
Bob Skinstad est à la fin des années 90, l'archétype du troisième ligne centre moderne, plus rapide, plus adroit avec le ballon et proche du rôle d'un trois-quarts centre. Il a d'une certaine manière ouvert la voie à des joueurs comme Joe van Niekerk ou Pierre Spies. Mais cela n'est pas sans créer des controverses. Certains accusent Skinstad de rechigner aux sombres travaux de conquête propres au rôle d'avant et de ne chercher qu'à « chasser » l'essai. En 1999, sa sélection pour la Coupe du monde au profit de Gary Teichmann, joueur au profil plus classique, suscite des critiques appuyées par la modeste troisième place obtenue par les Springboks lors du tournoi.

## Statistiques en équipe nationale
- 42 sélections dont 10 en tant que capitaine (2001-2002)
- 55 points (11 essais)
- Sélections par saison : 1 en 1997, 9 en 1998, 5 en 1999, 10 en 2001, 8 en 2002, 1 en 2003, 8 en 2007.
- Tri-nations disputés : 1998, 2001, 2002 et 2007
- Participations à la coupe du monde : 5 matchs dont 4 comme titulaire et 5 points (1 essai) en 1999 ; 4 matchs dont 1 comme titulaire (Angleterre, Tonga, États-Unis, Argentine) et 5 points (1 essai) en 2007

## Palmarès

### En club
- Vainqueur de la Currie Cup en 2000 et 2001
- Finaliste de la Currie Cup en 1998
- Finaliste du Super 14 en 2007

### En équipe nationale
- Vainqueur de la Coupe du monde en 2007
- Vainqueur du Tri-nations en 1998